# 铁托·特达文迪

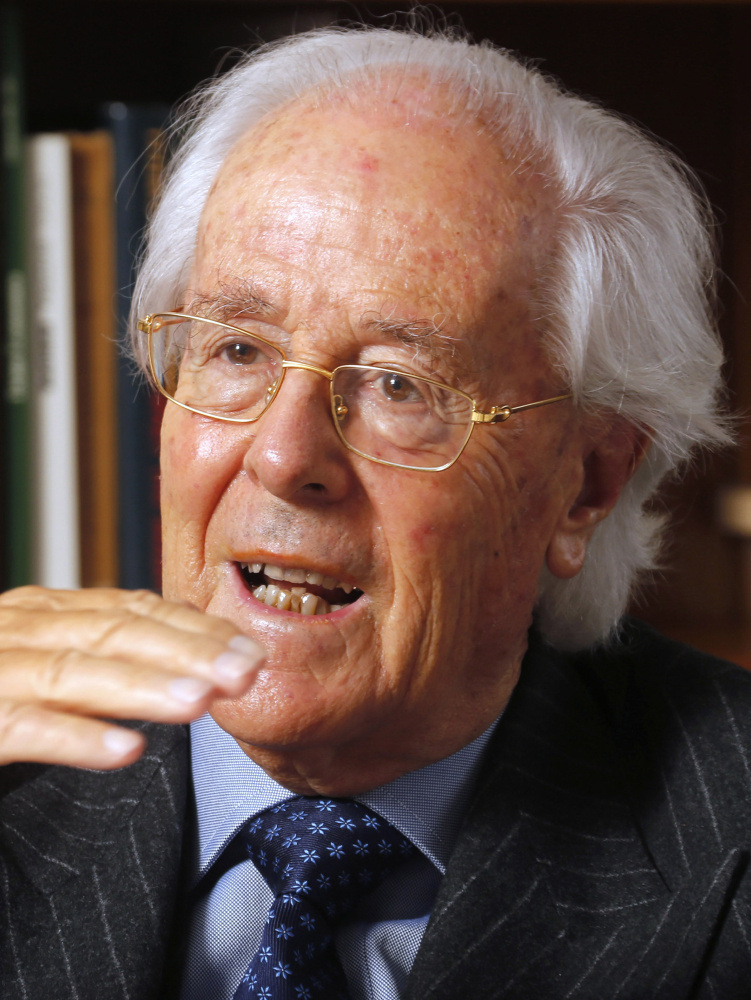
铁托·特达文迪

铁托·特达文迪（義大利語：Tito Tettamanti；1930年10月6日—），瑞士律师、政治家和企业家。

## 生平
特达文迪出生于瑞士卢加诺，是一位瑞士银行家之子。他曾就读于瑞士伯尔尼大学法律系，于1953年毕业，时年23岁。1955年他通过了律师资格考试并成为了一名律师。
特达文迪曾是瑞士基督教民主人民黨的活躍份子，并当选为提契诺州大议会的成员。1959年至1960年7月9期间，他获选进入国务委员会。
1959年特达文迪成立了Tettamanti-Spiess-Dotta法律和公证事务所，并于1960年年底成立了富德林信托公司（Fidinam SA），这家公司成立初期主要业务是为Tettamanti-Spiess-Dotta法律和公证事务所客户提供行政和会计服务，之后发展成为了瑞士其中十家最重要的信托公司之一。特达文迪曾在这家公司担任执行总监达之职达25年，如今他仍然为富德林集团服务，担任其名誉主席。
1960年代和70年代期间，特达文迪进入房地产行业，成为了一名开发商。 在提契诺州和加拿大，他与自己担任股东之一的瑞士意区银行合作发展房地产业务 。1980年代，他把其投资活动中心转移到了美国纽约，并一直在华尔街活跃至1987年。
随后，特达文迪返回瑞士，专注于为大型瑞士公司提供合并收购与管理服务，这些大型公司包括蘇爾壽、蘇勒（1988至1992年间，他获委任为蘇勒集团控股和蘇勒集团有限投资公司的主席，并在1994年6月晋升为董事会成员，以及在2000年担任荣誉主席）、立達（Rieter）、Ascom控股及SIG控股。
2010年春，特达文迪收购曾是瑞士西北部地區的主流報章的巴塞尔日报，直到2014年售出。
2002年3月至2006年年底之间，特达文迪一直是瑞士讓·弗雷出版社（Jean Frey AG）的最大股东，直到这家公司最后被阿克塞爾·斯普林格集團收购。
2002年12月13日至2006年3月15日之间，特达文迪服务于制药咨询公司太平洋洲际国际有限公司（Interpacific International Limited），担任公司董事会成员及董事会主席。
2012年前，特达文迪一直担任有限公司董事会主席。2017年1月，此公司转型为卢森堡另类投资基金（Luxembourg alternative investment fund），特达文迪获荣誉主席一職。此外，他还担任着其他几家公司的董事会主席，包括ST集团控股有限公司、ST房地产控股公司和ST服务控股公司。他目前仍是ST房地产控股公司、ST澳大利亚房地产公司和ST美国房地产公司的名誉主席。
特达文迪是意大利瑞士民间社会协会（l’Association Société Civile de la Suisse）的创始人，並擔任該協會主席至2013年。同时他也是位于伦敦的欧盟政策论坛“管理者”和副主席。2008年起，特达文迪担任富德林基金会主席一位 ，该基金会为一家非盈利实体，旨在支持经济和社会需求背景下的教育、研究、健康领域的措施。基金是由瑞士联邦内政部门监督，它的董事局成员包括 Massimo Pedrazzini, Roberto Grassi, Tiziano Moccetti, Alessandra Niedecker, Konrad Hummler。另外他自2009年开始专注服务于薩盧斯（Salus）慈善基金会。
在伦敦度过多年的职业生涯后，特达文迪自2010年回到了卢加诺生活。他经常参加会议、公共讨论、電視及电台节目。成为了一名积极并全力投身于政治文化和国际经济事务的学者，长期为提契诺邮报（Corriere del Ticino）和時代週報的专栏供稿，讨论社会经济事务。
2017年，他的个人资产达9亿5千万的瑞士法郎。

## 著作
特达文迪是好几本书的作家。他的著作如下：
- 《谁的欧洲？》（Quale Europa?），1993年由出版：

意大利语：ISBN 88-7795-082-X
德语：ISBN 3-250-10229-6、ISBN 9783250102298
法语：ISBN 2-84100-021-4
- 1996年 与作家阿爾弗雷多·貝爾納斯科尼合著《自由社会的宣言》（Manifesto per una società liberale）

德语版由蘇黎世阿曼出版社（出版，ISBN 3-250-10296-2
意大利语版由米蘭斯珀林及庫珀（Sperling & Kupfer）于1995年出版，ISBN 88-200-2103-X。
- 2002年 他又完成了《首都的七宗罪》（I sette peccati del Capitale）这本书，由斯珀林及庫珀出版（ISBN 88-200-3484-0，其德语版本提名为，2003年由蘇黎世平衡雜誌（BILANZ）出版（ISBN 3-909167-94-2）。
- 2017年 与作家Tuor Alfonso合著作《 T contro T 》由瑞士穆扎诺的出版机构San Giorgio ( Edizioni San Giorgio ) 以意大利文出版。(ISBN 88-905-0701-2)
- 2018年 他撰写了 “Flash” 一籍，并由 Armando Dado' Editore, Locarno 出版。
- 2021年 与作家 Alfonso Tuor 合著作《 T contro T – Un mondo in crisi – rivolte o rivoluzione?》由瑞士San Giorgio Muzzano 出版. 以意大利文出版。(ISBN 978-88-90507-08-3)